# Cristian Zorzi
Cristian Zorzi (Cavalese, 14 de agosto de 1972) es un deportista italiano que compitió en esquí de fondo. 
Participó en tres Juegos Olímpicos de Invierno, entre los años 2002 y 2010, obteniendo en total tres medallas, plata y bronce en Salt Lake City 2002, en las pruebas de relevo (junto con Fabio Maj, Giorgio Di Centa y Pietro Piller Cottrer) y velocidad individual, y oro en Turín 2006, en la prueba de relevo (con Fulvio Valbusa, Giorgio Di Centa y Pietro Piller Cottrer).
Ganó dos medallas en el Campeonato Mundial de Esquí Nórdico, oro en 2007 y plata en 2001.

## Palmarés internacional
| Juegos Olímpicos   | Juegos Olímpicos                | Juegos Olímpicos  | Juegos Olímpicos     |
| Año                | Lugar                           | Medalla           | Prueba               |
| ------------------ | ------------------------------- | ----------------- | -------------------- |
| 2002               | Salt Lake City (Estados Unidos) | Medalla de plata  | Relevo 4 × 10 km     |
| 2002               | Salt Lake City (Estados Unidos) | Medalla de bronce | Velocidad individual |
| 2006               | Turín (Italia)                  | Medalla de oro    | Relevo 4 × 10 km     |
| Campeonato Mundial |                                 |                   |                      |
| Año                | Lugar                           | Medalla           | Prueba               |
| 2001               | Lahti (Finlandia)               | Medalla de plata  | Velocidad individual |
| 2007               | Sapporo (Japón)                 | Medalla de oro    | Relevo 4 × 10 km     |